# Bernd Landvoigt
Bernd Landvoigt (23 de marzo de 1951) es un deportista de la RDA que compitió en remo. Es hermano del también remero Jörg Landvoigt.
Participó en tres Juegos Olímpicos de Verano entre los años 1972 y 1980, obteniendo tres medallas: bronce en Múnich 1972, oro en Montreal 1976 y oro en Moscú 1980. Ganó cuatro medallas de oro en el Campeonato Mundial de Remo entre los años 1974 y 1979.

## Palmarés internacional
| Juegos Olímpicos   | Juegos Olímpicos          | Juegos Olímpicos  | Juegos Olímpicos |
| Año                | Lugar                     | Medalla           | Prueba           |
| ------------------ | ------------------------- | ----------------- | ---------------- |
| 1972               | Múnich (RFA)              | Medalla de bronce | Ocho con timonel |
| 1976               | Montreal (Canadá)         | Medalla de oro    | Dos sin timonel  |
| 1980               | Moscú (URSS)              | Medalla de oro    | Dos sin timonel  |
| Campeonato Mundial |                           |                   |                  |
| Año                | Lugar                     | Medalla           | Prueba           |
| 1974               | Lucerna (Suiza)           | Medalla de oro    | Dos sin timonel  |
| 1975               | Nottingham (Reino Unido)  | Medalla de oro    | Dos sin timonel  |
| 1978               | Cambridge (Nueva Zelanda) | Medalla de oro    | Dos sin timonel  |
| 1979               | Bled (Yugoslavia)         | Medalla de oro    | Dos sin timonel  |